# Escalade propre
L’escalade propre (de l'anglais clean climbing) est un style d'escalade, dans lequel la paroi ou falaise est laissée intacte après l'ascension, sans moyen de protection à demeure, et sans endommager le rocher. Ce style s'est développé au Royaume-Uni et aux États-Unis dans les années 1970, avec d'une part l'apparition et la généralisation de l'usage des coinceurs, et d'autre part la prise de conscience des dégâts occasionnés par les pitonnages et dépitonnages successifs dans les fissures (le style dominant dans les années 1950 et 1960 était l'escalade artificielle, sur pitons  et spits).
En 1967, le grimpeur américain Royal Robbins revient d'Angleterre avec des exemplaires de coinceurs appelés nuts, et s'en sert pour ouvrir au Yosemite une voie de six longueurs entièrement protégée sur coinceurs Nutcracker sweet .
Très rapidement le grimpeur et fabricant Yvon Chouinard conçoit un nouveau matériel d'escalade. Son catalogue Chouinard Equipment Catalog de 1972 contenait deux articles sur le sujet, l'un de lui et de Tom Frost et l'autre de Doug Robinson intitulé The Art of Natural Protection.
En 1974, Chouinard et Bruce Carson réalisent la première ascension du Nose à El Capitan « sans marteau » (hammerless), en utilisant uniquement des coinceurs et les pitons et spits en place. Carson écrit « En laissant le marteau à la maison, l'afficionado du coinceur peut retrouver l'incertitude et l'aventure des premiers ascensionnistes ».
C'est au milieu des années 1970 que l'escalade propre est introduite en France dans le massif du Mont-Blanc sous l'impulsion, notamment, de Patrick Cordier qui a ramené cette technique de son voyage en Californie.